# Швошов
Швошов (словац. Švošov) — село, громада округу Ружомберок, Жилінський край. Кадастрова площа громади — 4.27 км².
Населення 868 осіб (станом на 31 грудня 2018 року).

## Географія
Протікає річка Ком'ятна.

## Історія
Швошов згадується 1551 року.

## Населення
| Рік:            | 1994. | 2004.   | 2014.   | 2024.   |
| --------------- | ----- | ------- | ------- | ------- |
| Кількість осіб: | 772   | 824     | 818     | 864     |
| Різниця:        |       | +6,73 % | -0,72 % | +5,62 % |

| Рік:            | 2023. | 2024.   |
| --------------- | ----- | ------- |
| Кількість осіб: | 860   | 864     |
| Різниця:        |       | +0,46 % |